# Gomphrena guaranitica
Gomphrena guaranitica là loài thực vật có hoa thuộc họ Dền. Loài này được Chodat mô tả khoa học đầu tiên năm 1903.